# NEC μPD7220
NEC μPD7220，全名為High-Performance Graphics Display Controller 7220，是由日本電氣（NEC）於1981年推出的圖形處理器，可在點陣圖顯示器上繪製直線、圓形、弧線與字元圖形，並支援漢字字元集。
μPD7220是最早以大型積體電路（LSI）技術實作的圖形處理晶片之一，問世後即受到廣泛關注，並被應用於多種「啞終端機」中。此晶片的出現對1980年代的個人電腦與圖形顯示技術具有深遠影響，亦被視為當時最知名的圖形控制器之一。

## 歷程
μPD7220的開發計畫由日本電氣（NEC）於1979年啟動，歷時近三年完成。根據μPD7220設計主管小口哲司（Tetsuji Oguchi）的回憶，該晶片最早於1978年底開始規劃，並於1979至1980年間完成邏輯設計、光罩製作、原型除錯與多次試產，採用 3 微米與 4 微米製程技術，並與 Intel 技術團隊展開合作，進行測試平台與技術轉移準備。
1981年2月18日至20日，NEC團隊於國際固態電路會議（ISSCC）發表題為〈A single-chip graphic display controller〉的技術論文，正式對外揭示μPD7220的設計成果，標誌其研發階段的完成。 同年12月，該晶片轉入量產，成為世界首批整合顯示控制與圖形處理功能的商用LSI晶片之一。
此晶片最早應用於NEC推出的N5200電腦（又稱「Advanced Personal Computer」），該機種搭載5MHz的Intel 8086處理器，配備以μPD7220為核心的文字顯示板，並可選購額外的圖形顯示板以支援圖形模式。插入第二張顯示板後系統會以硬體方式將RGB訊號進行邏輯合成（XOR）
，實現文字與圖形畫面的混合顯示。
μPD7220問世後，NEC隨即將其應用於PC-9801系列、APC II 與 APC III 等機型。美國NEC分公司亦於同年將該晶片推廣至北美市場，有DEC、王安電腦相繼使用這款晶片。

## 特性

μPD7220 功能方塊圖

μPD7220是首款將CRT顯示控制功能（即CRTC，CRT Controller）與基本圖形繪製功能整合於單一LSI晶片架構的圖形控制器，設計理念最早於1981年在國際固態電路會議（ISSCC）上發表。晶片內部採用資料指令佇列（command queue）架構
管理繪圖任務，支援非同步執行，主機可在發送繪圖命令後同時進行其他運算，進一步提升系統效能與圖形反應速度。該晶片也具備硬體層級的圖形處理指令，可直接繪製直線、圓形、弧線與區域填滿等基本圖形元素，並支援使用者自定義字元。所有繪圖命令皆可於晶片內部自動處理，顯著降低中央處理器的負擔。
μPD7220採用5V NMOS製程，量產版本基於3微米設計，功耗約為1.5瓦，整合約3萬至4萬個電晶體，為當時高整合度的單晶片設計。該晶片支援最高1024×1024畫素解析度與四位元色彩深度，並支援DMA傳輸規格，可使用位元塊傳輸（BitBLT）方式高速搬移點陣圖資料。晶片採用8位元資料匯流排，時脈頻率介於4至5.5MHz，並提供兩組I/O控制通道（A0 與 A1），分別用於命令與參數的寫入與讀取。
此外，μPD7220亦整合光筆介面，可與像素時脈同步偵測輸入位置，無需依賴主機處理。其內建的硬體視窗暫存器與滾動控制功能可實現平滑的畫面更新與圖形區塊操作，特別適用於圖形與文字混合顯示的終端設備。

## 衍生版本
μPD7220的成功促使多家廠商推出相容或衍生版本。Intel獲得NEC授權後於1982年推出82720圖形處理晶片，成為該公司日後圖形處理晶片產品線的起點。Intel並在該年的年度報告中指出該晶片在高解析度圖形應用上的潛力。
在東德，μPD7220被仿製為U82720，並與當地開發的Zilog Z80仿製品U880搭配使用，廣泛應用於Robotron等國營電腦設備中。
NEC本身亦持續發展後該晶片的後繼型號。其中μPD72020採用CMOS製程，具備更高的效能與更低的功耗；而μPD72120則支援16位元匯流排，整體功能更為強化，曾被《Electronics Design》雜誌評選為1987年度「百大產品」之一。

## 外部連結
- 《uPD7220/uPD7220A 使用手冊》, 1985年12月 （页面存档备份，存于） （英文）
- 《uPD7220/uPD7220A 設計手冊》, 1982年 （页面存档备份，存于） （英文）
- CP/M-86 專用驅動程式原始碼 （页面存档备份，存于） （英文）
- 7220 與 72020 規格書 （页面存档备份，存于） （英文）
- 《uPD72120 技術手冊》 （页面存档备份，存于） （日語）